# Fünfseenland
Fünfseenland (Vùng đất ngũ hồ) được Cục Môi trường của Bang Bayern mô tả là vùng đất nằm dưới chân rặng núi Alpen, thuộc Oberbayern giữa Ammersee và Starnberger See, và, ngoài hai hồ lớn này, còn bao gồm hồ Wörthsee và Pilsensee cũng như nhiều hồ nhỏ hơn, trong đó Weßlinger See là hồ  thứ năm tạo nên cái tên này.

## Vị trí
Cảnh quan văn hóa này bao gồm các phần của các huyện Fürstenfeldbruck, Landsberg am Lech, Starnberg, Weilheim-Schongau và Bad Tölz-Wolfratshausen. Nó thuộc về  không gian tự nhiên Ammer-Loisach-Hügelland (đồng bằng München, vùng đồi núi Fürstenfeldbruck).

## Động vật và thảo mộc
Fünfseenland có nhiều khu bảo tồn thiên nhiên, đồng lầy và đồng cỏ. Ammersee và Starnberger See là khu trú đông của nhiều loài chim di cư và là nơi trú ngụ của các loài chim quý hiếm được bảo vệ.

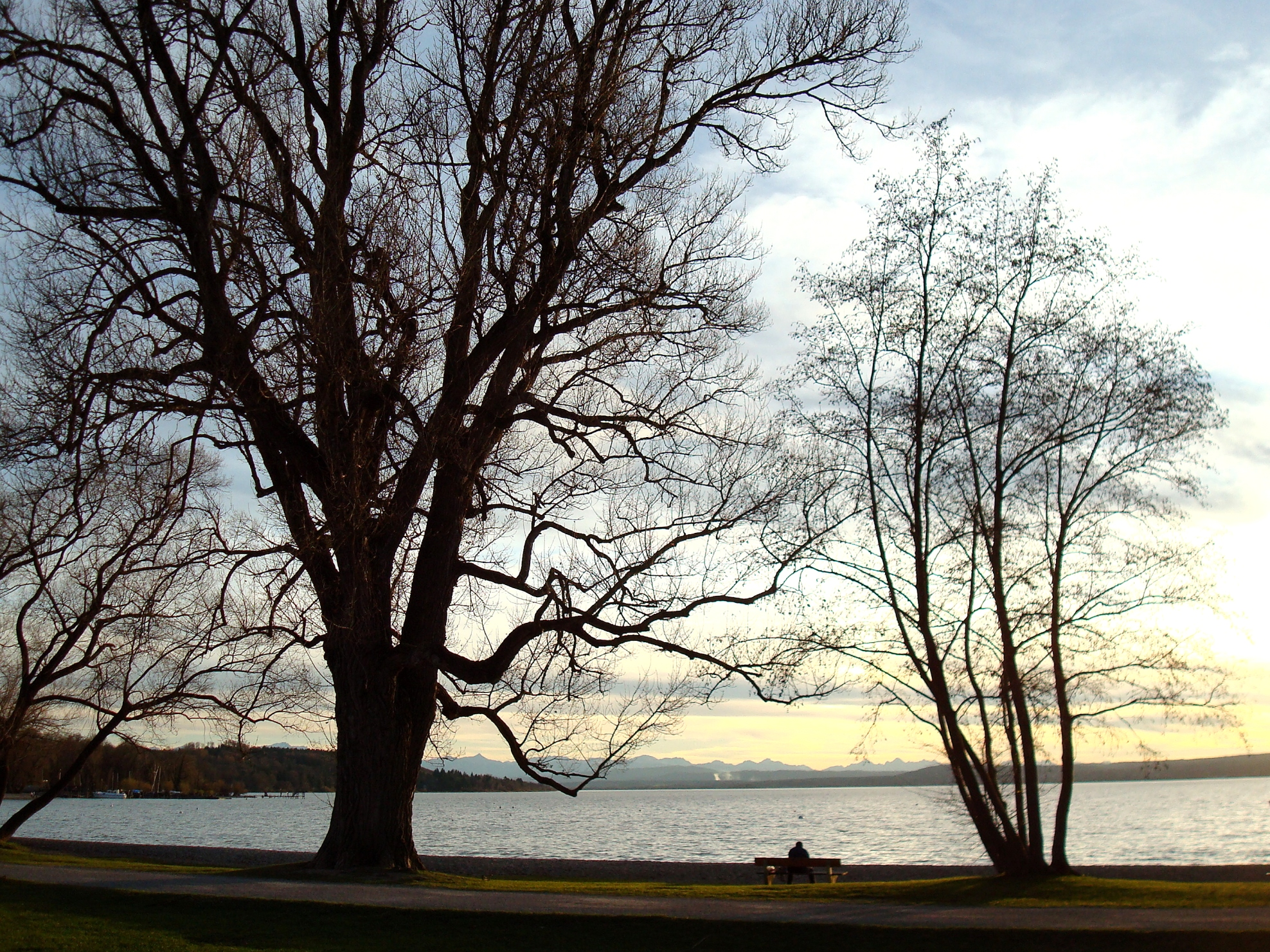
Ammersee
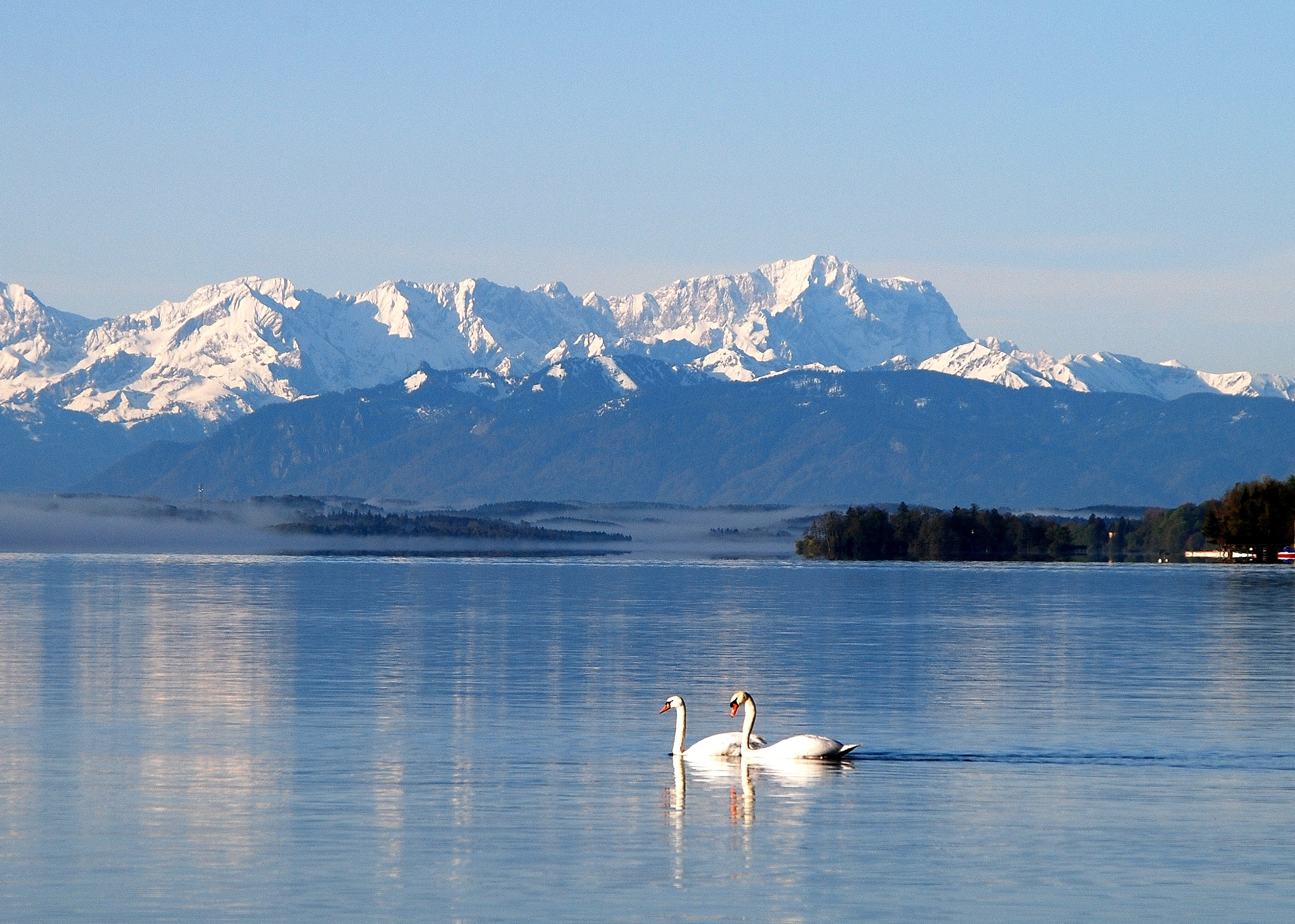
Starnberger See
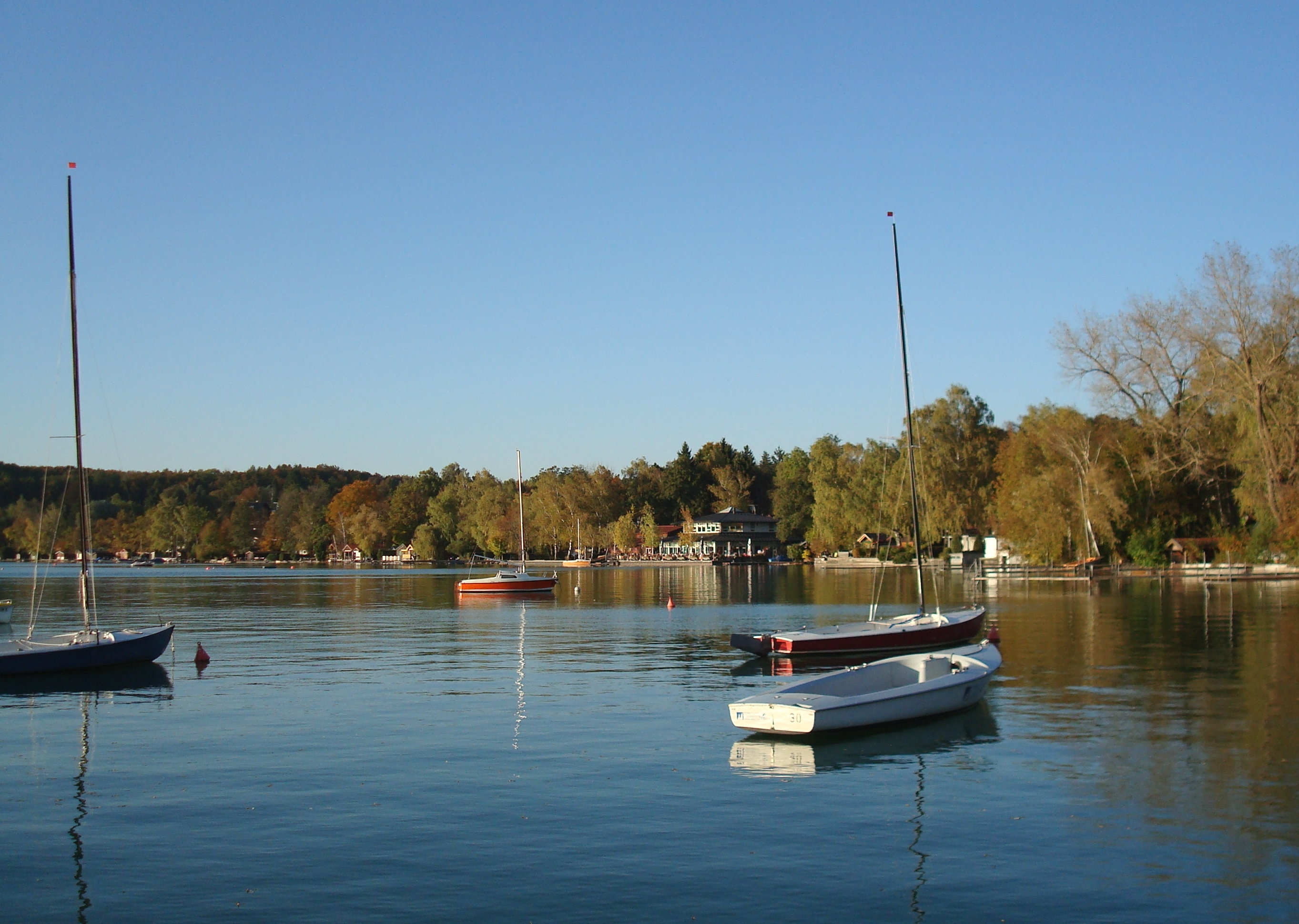
Hồ Wörthsee
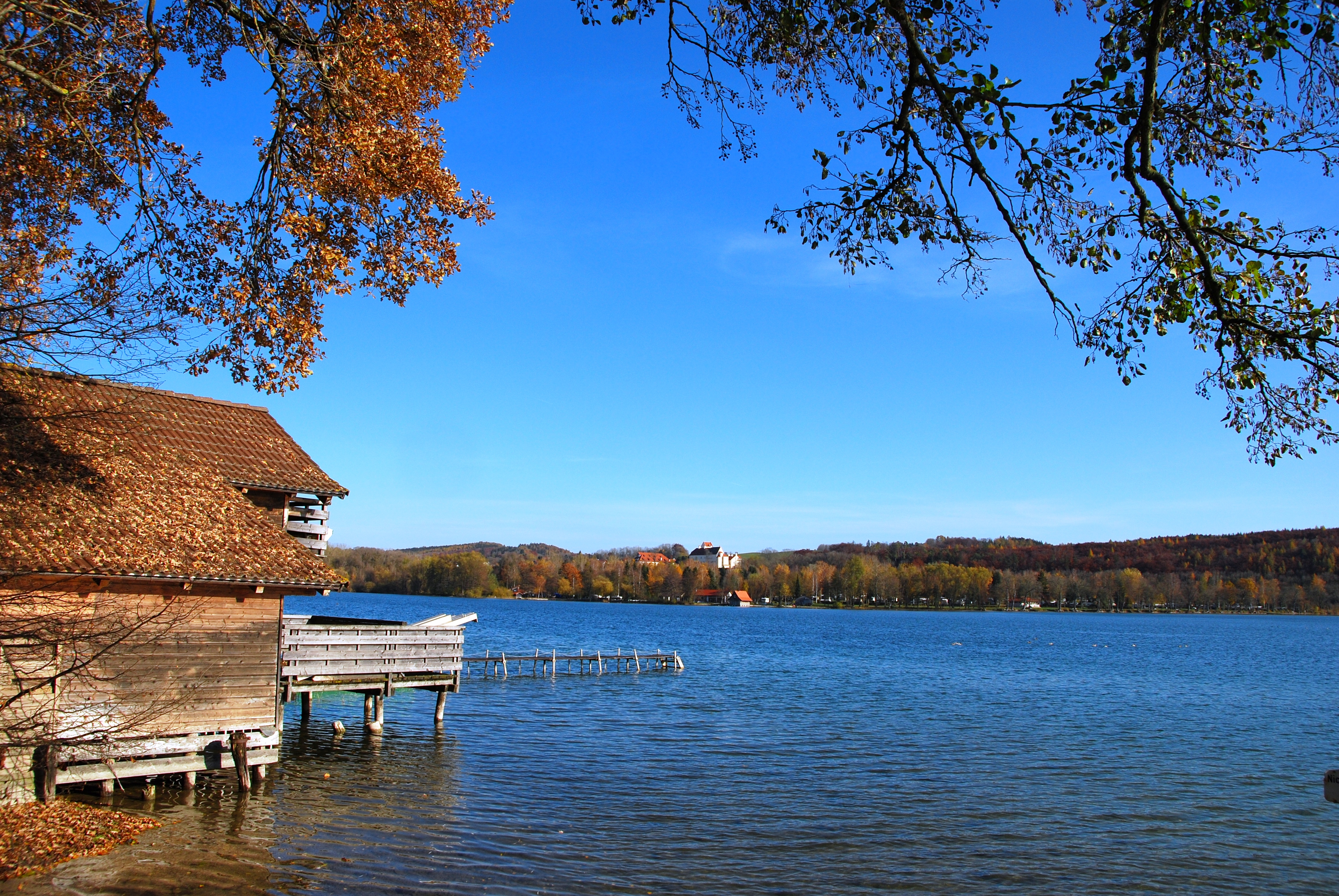
Pilsensee
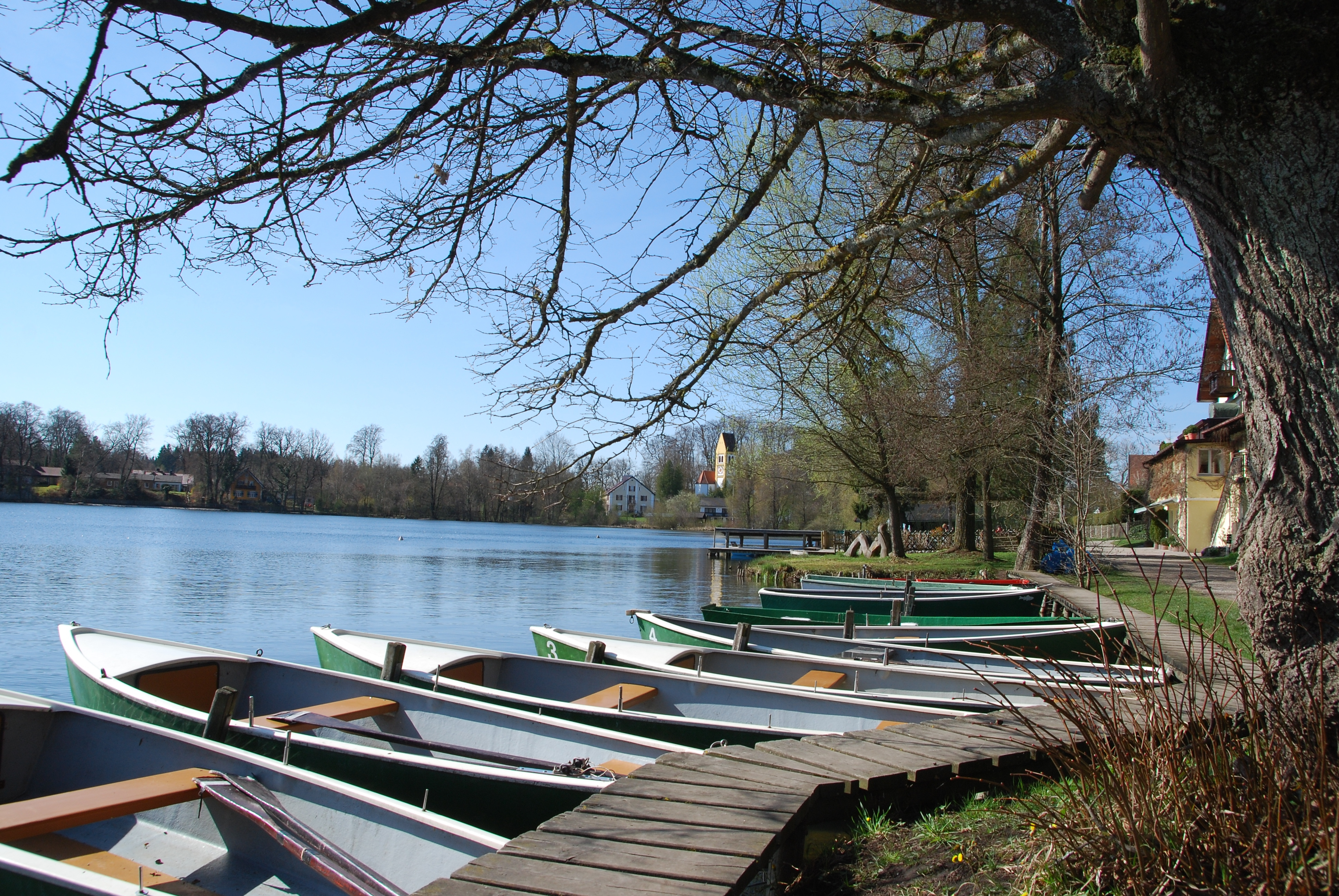
Weßlinger See